# Виллендорф
Виллендорф (нем. Willendorf (Niederösterreich)) — коммуна (нем. Gemeinde) в Австрии, в федеральной земле Нижняя Австрия.
Входит в состав округа Нойнкирхен. Население составляет 847 человек (на 31 декабря 2005 года). Занимает площадь 7,31 км². Официальный код — 3 18 45.

## Политическая ситуация
Бургомистр коммуны — Йоханнес Бауэр (АНП) по результатам выборов 2010 года.
Совет представителей коммуны (нем. Gemeinderat) состоит из 15 мест.
- АНП занимает 11 мест.
- СДПА занимает 3 места.
- Список BLK занимает 1 место.